# Socata TBM-850
Le Socata TBM-850 est un avion monomoteur conçu et assemblé par Socata, filiale du groupe Daher depuis 2009. Le TBM-850 se revendique le deuxième appareil le plus rapide du marché avec 320 kt (soit 600 km/h) au niveau de vol 260 (7 800 m), derrière son successeur, le TBM-900. Ses performances sont comparables à celles des jets légers pour une complexité inférieure et un coût d'exploitation réduit.

## Historique
Le TBM-850 est dérivé du TBM-700 avec l'installation d'une turbine Pratt & Whitney PT6A-66D plus puissante (850 ch). Il est commercialisé depuis le 13 décembre 2005 au prix de 3,350 millions de dollars (prix catalogue).
La version 2008 du TBM 850, dévoilée publiquement le 17 janvier 2008 à Tarbes est équipée du système d'avionique intégré Garmin G1000 comprenant trois écrans LCD de grandes dimensions et le pilote automatique numérique GMC 710, le premier sur un avion monomoteur. Le TBM 850 a reçu la plus récente version du G1000, personnalisée pour l'avion, présentant outre les informations de pilotage, de navigation, de météo et de circulation aérienne, les check-lists et des informations techniques sur l’état de l’avion.
D'autres nouveautés distinguent cette version du précédent TBM 850, notamment le système de pressurisation et de conditionnement d’air, remplacé par un système global double zone de contrôle d’air numérique plus efficace fourni par la société Liebherr Aerospace.
Daher-Socata lance une nouvelle version du TBM 850 pour des missions de surveillance et d'évacuation médicale, le TBM 850 MMA. La première livraison a lieu le 1er juillet 2011 à la Policia de Seguridad Aeroportuaria, l'agence argentine de sûreté publique.
La cabine a été entièrement revue par la société Catherineau de Bordeaux, pour offrir plus d’espace et de confort : cinq centimètres plus large aux coudes et un plafond rehaussé de deux centimètres. Les changements intervenus dans le cockpit et la cabine ayant permis d’alléger la cellule de l’avion, la charge utile s’accroît d’environ 50 kilogrammes. La capacité d’emport de carburant dans les réservoirs d’aile a également été augmentée de 40 litres en déplaçant le bouchon de réservoir. La distance franchissable passe ainsi de 1330 à 1410 milles marins à la vitesse maximale de croisière de 593 km/h.
La version Elite voit le jour en juin 2012, permettant de passer facilement de 4 à 6 places.
338 TBM-850 ont été produits.